# Герби адміністративних одиниць Швеції

## Блекінге

Герб лену Блекінге

Герб комуни Карлсгамн
Герб комуни Карлскруна
Герб комуни Роннебю
Герб комуни Сельвесборг
Герб комуни Улофстрем

## Вермланд

Герб лену Вермланд

Герб комуни Арвіка
Герб комуни Гагфорс
Герб комуни Гаммаре
Герб комуни Грумс
Герб комуни Еда
Герб комуни Карлстад
Герб комуни Крістінегамн
Герб комуни Мункфорс
Герб комуни Ор'єнг
Герб комуни Сеффле
Герб комуни Стурфорс
Герб комуни Сунне
Герб комуни Турсбю
Герб комуни Філіпстад
Герб комуни Форсгага
Герб комуни Чіль

## Вестерботтен

Герб лену Вестерботтен

Герб комуни Б'юргольм
Герб комуни Веннес
Герб комуни Вільгельміна
Герб комуни Віндельн
Герб комуни Доротеа
Герб комуни Ликселе
Герб комуни Мало
Герб комуни Нурдмалінг
Герб комуни Нурше
Герб комуни Оселе
Герб комуни Робертсфорс
Герб комуни Сурселе
Герб комуни Стуруман
Герб комуни Умео
Герб комуни Шеллефтео

## Вестерноррланд

Герб лену Вестерноррланд

Герб комуни Гернесанд
Герб комуни Ерншельдсвік
Герб комуни Крамфорс
Герб комуни Онге
Герб комуни Соллефтео
Герб комуни Сундсвалль
Герб комуни Тімро

## Вестманланд

Герб лену Вестманланд

Герб комуни Арбуга
Герб комуни Вестерос
Герб комуни Галльстагаммар
Герб комуни Кунгсер
Герб комуни Нурберг
Герб комуни Сала
Герб комуни Сурагаммар
Герб комуни Фагерста
Герб комуни Чепінг
Герб комуни Шиннскаттеберг

## Вестра-Йоталанд

Герб лену Вестра-Йоталанд

Герб комуни Але
Герб комуни Алінгсос
Герб комуни Бенгтсфорс
Герб комуни Боллебигд
Герб комуни Бурос
Герб комуни Вара
Герб комуни Венерсборг
Герб комуни Воргорда
Герб комуни Геррида
Герб комуни Геррюнга
Герб комуни Гетеборг
Герб комуни Гресторп
Герб комуни Гулльспонг
Герб комуни Дальс-Ед
Герб комуни Екере
Герб комуни Ессунга
Герб комуни Йотене
Герб комуни Карлсборг
Герб комуни Кунгельв
Герб комуни Лерум
Герб комуни Лисечіль
Герб комуни Лідчепінг
Герб комуни Лілла-Едет
Герб комуни Марієстад
Герб комуни Марк
Герб комуни Меллеруд
Герб комуни Мельндаль
Герб комуни Мункедаль
Герб комуни Омоль
Герб комуни Партілле
Герб комуни Свенюнга
Герб комуни Скара
Герб комуни Сутенес
Герб комуни Стенунгсунд
Герб комуни Стремстад
Герб комуни Танум
Герб комуни Теребуда
Герб комуни Тібру
Герб комуни Тідагольм
Герб комуни Транему
Герб комуни Тролльгеттан
Герб комуни Уддевалла
Герб комуни Ульрісегамн
Герб комуни Уруст
Герб комуни Фальчепінг
Герб комуни Фергеланда
Герб комуни Черн
Герб комуни Шевде
Герб комуни Ю

## Галланд

Герб лену Галланд

Герб комуни Варберг
Герб комуни Гальмстад
Герб комуни Гильте
Герб комуни Кунгсбака
Герб комуни Лагольм
Герб комуни Фалькенберг

## Готланд

Герб лену Готланд

Герб комуни Готланд

## Даларна

Герб лену Даларна

Герб комуни Авеста
Герб комуни Бурленге
Герб комуни Вансбру
Герб комуни Гагнеф
Герб комуни Гедемура
Герб комуни Ельвдален
Герб комуни Лександ
Герб комуни Лудвіка
Герб комуни Малунг-Селен
Герб комуни Мура
Герб комуни Орса
Герб комуни Реттвік
Герб комуни Сетер
Герб комуни Смедьєбакен
Герб комуни Фалун

## Еребру

Герб лену Еребру

Герб комуни Аскерсунд
Герб комуни Галльсберг
Герб комуни Геллефорс
Герб комуни Дегерфорс
Герб комуни Еребру
Герб комуни Карлскуга
Герб комуни Кумла
Герб комуни Лаксо
Герб комуни Лекеберг
Герб комуни Ліндесберг
Герб комуни Нура
Герб комуни Юснарсберг

## Естерйотланд

Герб лену Естерйотланд

Герб комуни Боксгольм
Герб комуни Вадстена
Герб комуни Вальдемарсвік
Герб комуни Едесгег
Герб комуни Ідре
Герб комуни Лінчепінг
Герб комуни М'єльбю
Герб комуни Мутала
Герб комуни Норрчепінг
Герб комуни Отвідаберг
Герб комуни Седерчепінг
Герб комуни Фінспонг
Герб комуни Чінда

## Євлеборґ

Герб лену Євлеборґ

Герб комуни Болльнес
Герб комуни Гудіксвалль
Герб комуни Гуфорс
Герб комуни Євле
Герб комуни Нурданстіг
Герб комуни Окельбу
Герб комуни Сандвікен
Герб комуни Седергамн
Герб комуни Уванокер
Герб комуни Юсдаль

## Ємтланд

Герб лену Ємтланд

Герб комуни Берг
Герб комуни Бреке
Герб комуни Гер'єдален
Герб комуни Естерсунд
Герб комуни Круком
Герб комуни Оре
Герб комуни Рагунда
Герб комуни Стремсунд

## Єнчепінг

Герб лену Єнчепінг

Герб комуни Анебю
Герб комуни Ваггерид
Герб комуни Вернаму
Герб комуни Ветланда
Герб комуни Габу
Герб комуни Гнуше
Герб комуни Екше
Герб комуни Єнчепінг
Герб комуни Їславед
Герб комуни Мулльше
Герб комуни Несше
Герб комуни Севше
Герб комуни Транос

## Кальмар

Герб лену Кальмар

Герб комуни Борґгольм
Герб комуни Вестервік
Герб комуни Віммербю
Герб комуни Гегсбю
Герб комуни Гультсфред
Герб комуни Еммабуда
Герб комуни Кальмар
Герб комуни Менстерос
Герб комуни Мербілонга
Герб комуни Нибру
Герб комуни Оскарсгамн
Герб комуни Турсос

## Крунуберг

Герб лену Крунуберг

Герб комуни Альвеста
Герб комуни Векше
Герб комуни Ельмгульт
Герб комуни Лессебу
Герб комуни Маркарид
Герб комуни Тінгсрид
Герб комуни Уппвідінге
Герб комуни Юнгбю

## Норрботтен

Герб лену Норрботтен

Герб комуни Арвідсьяур
Герб комуни Ар'єплуг
Герб комуни Буден
Герб комуни Гапаранда
Герб комуни Еверкалікс
Герб комуни Евертурнео
Герб комуни Ельвсбюн
Герб комуни Єлліваре
Герб комуни Йоккмокк
Герб комуни Калікс
Герб комуни Кіруна
Герб комуни Лулео
Герб комуни Паяла
Герб комуни Пітео

## Седерманланд

Герб лену Седерманланд

Герб комуни Вінгокер
Герб комуни Гнеста
Герб комуни Ескільстуна
Герб комуни Катрінегольм
Герб комуни Ничепінг
Герб комуни Укселесунд
Герб комуни Стренгнес
Герб комуни Труса
Герб комуни Флен

## Сконе

Герб лену Сконе

Герб комуни Бостад
Герб комуни Брумелла
Герб комуни Бурлев
Герб комуни Б'юв
Герб комуни Веллінге
Герб комуни Геганес
Герб комуни Геер
Герб комуни Гельсінборг
Герб комуни Гербю
Герб комуни Гесслегольм
Герб комуни Енгельгольм
Герб комуни Еркельюнга
Герб комуни Еслев
Герб комуни Естра-Йоїнге
Герб комуни Істад
Герб комуни Кліппан
Герб комуни Крістіанстад
Герб комуни Ландскруна
Герб комуни Ломма
Герб комуни Лунд
Герб комуни Мальме
Герб комуни Осторп
Герб комуни Персторп
Герб комуни Свалев
Герб комуни Сведала
Герб комуни Сімрісгамн
Герб комуни Скуруп
Герб комуни Стаффансторп
Герб комуни Треллеборг
Герб комуни Тумелілла
Герб комуни Усбю
Герб комуни Чевлінге
Герб комуни Шебу

## Стокгольм

Герб лену Стокгольм

Герб комуни Ботчирка
Герб комуни Валлентуна
Герб комуни Ваксгольм
Герб комуни Вермде
Герб комуни Ганінге
Герб комуни Гуддінге
Герб комуни Дандерид
Герб комуни Екере
Герб комуни Естерокер
Герб комуни Єрфелла
Герб комуни Лідінге
Герб комуни Нака
Герб комуни Норртельє
Герб комуни Никварн
Герб комуни Нинесгамн
Герб комуни Салем
Герб комуни Седертельє
Герб комуни Сигтуна
Герб комуни Соллентуна
Герб комуни Стокгольм
Герб комуни Сульна
Герб комуни Сундбюберг
Герб комуни Тебю
Герб комуни Тиреше
Герб комуни Уппландс-Бру
Герб комуни Уппландс-Весбю

## Уппсала

Герб лену Уппсала

Герб комуни Гебю
Герб комуни Гобу
Герб комуни Ельвкарлебю
Герб комуни Енчепінг
Герб комуни Естгаммар
Герб комуни Кнівста
Герб комуни Тьєрп
Герб комуни Уппсала